# Nile Rodgers
Nile Gregory Rodgers (New York, 19 settembre 1952) è un chitarrista, compositore, arrangiatore e produttore discografico statunitense.
Raggiunto il successo planetario con i suoi Chic, tra i gruppi-simbolo della disco music, Rodgers si è poi affermato come uno dei produttori discografici più influenti nella storia della musica pop.

## Biografia

### Gli anni settanta
Rodgers cominciò la sua carriera come turnista a New York, suonando con la band di Sesame Street ancora giovanissimo per poi lavorare nella band del rinomato Apollo Theater di Harlem, suonando quindi insieme ad artisti quali Aretha Franklin, Ben E. King, Nancy Wilson e i Parliament-Funkadelic, fra gli altri.
Insieme al bassista Bernard Edwards, conosciuto nel 1970 quando entrambi suonavano nel tour di Sesame Street, formò un complesso rock chiamato The Boys (successivamente noto come Big Apple Band) e tennero numerosi concerti nei sobborghi di New York City. Nonostante l'interesse manifestato nei loro confronti, non riuscirono a sottoscrivere alcun contratto discografico: quando le case musicali scoprivano che erano neri, la discriminazione dell'epoca asseriva che artisti neri non potessero suonare "rock".

### La formazione degli Chic
Queste esperienze, oltre allo spirito attivista di allora, lo portarono ad una partecipazione attiva nelle Pantere Nere a New York City. Il film documentario del 1999 Public Enemy riepiloga la storia e le interviste con Rodgers di quel tempo. Non essendo i tipi che abbandonano i loro sogni musicali, nel 1977 Rodgers ed Edwards si unirono al batterista Tony Thompson per formare una band di disco music e R&B, gli Chic, e proseguirono pubblicando numerosi successi da "top ten", contribuendo ad innalzare la disco music a nuovi livelli di popolarità. Le canzoni Everybody Dance, Le Freak, e Good Times rimangono fra le canzoni più ascoltate dell'era R&B (i tardi anni settanta e i primi anni ottanta).
Il successo dei primi singoli degli Chic portò la loro casa discografica, la Atlantic Records, ad offrire loro l'opportunità di mettere in scena qualunque spettacolo attingendo alla lista dell'Atlantic. Rodgers ed Edwards scelsero le Sister Sledge, e lo sforzo risultante del 1978, l'album We Are Family, balzò al terzo posto in classifica e vi rimase a lungo nel 1979. I primi due singoli, He's The Greatest Dancer e la traccia del titolo, furono un successo, e raggiunsero entrambi il primo posto nella classifica del R&B, il sesto ed il secondo, rispettivamente, in quella della musica pop.
Good Times rappresentò l'inizio del decollo della musica hip hop, dato che un'interpolazione del suo ritornello ha largamente contribuito al successo del brano Rapper's Delight dei The Sugarhill Gang, la prima incisione di successo di un brano hip hop. Fu questa stessa canzone e la sua contagiosa linea di basso, firmata da Edwards, ad influenzare John Deacon dei Queen a scrivere il successo del 1980 Another One Bites the Dust. Gli Chic si sciolsero nel 1983. Man mano che il suono compatto degli Chic e la ricca composizione divennero sempre più popolari e ricercati, Bernard Edwards e Nile Rodgers iniziarono l'attività da produttori discografici, qualche volta insieme, qualche volta separatamente. Rodgers e Bernard Edwards produssero, scrissero e suonarono col gruppo Sister Sledge. Nile stava anche per divenire un cantante solista, ma poi scelse diversamente.

### Gli anni ottanta
Nel 1980 Rodgers ed Ewards produssero per Diana Ross l'album Diana, che è tuttora il suo album più venduto, contenente i grandi successi Upside Down and I'm Coming Out; si dedicarono anche all'album King of the World per Sheila & B. Devotion ove interpretavano il grande successo Spacer. Nel 1981 Deborah Harry lavorò con Rodgers ed Edwards nell'album KooKoo.
Nel 1983 Rodgers co-produsse con David Bowie l'album Let's Dance (ad oggi l'album di Bowie che ha venduto di più) contenente svariati successi. Nel 1984, di nuovo in tandem con Edwards, toccò a Madonna con Like a Virgin, dando luogo a due successi di grido (Material Girl e la traccia omonima dell'album). Rodgers contribuì a sviluppare significativamente la carriera di Madonna. I Duran Duran lavorarono a lungo con Rodgers dopo che nel 1984 aveva riarrangiato The Reflex introducendo uno dei primi campionamenti di voce, a cui seguì, sempre nello stesso anno, il singolo The Wild Boys, quest'ultimo incluso (nella sua versione in studio) nell'album dal vivo Arena. Nel 1985 fu prodotto anche Do You, un album di Sheena Easton.
Nel 1986, continuò il lavoro con i Duran Duran producendo per intero Notorious, la cui canzone omonima raggiunse il secondo posto nella classifica US Billboard Hot 100. Durante uno spettacolo dal vivo, Simon Le Bon presentò Rodgers, dicendo: «Bene, questa band ha superato un momento difficile (durante Notorious). È probabile che la band non ce l'avrebbe fatta se non fosse stato per questo gentiluomo...». Nile contribuì a numerosi altri progetti ed apparizioni con i membri del gruppo durante gli anni ottanta, e nel 2002-2003 partecipò alla produzione di Astronaut, il nuovo album dei cinque membri originali della band che erano legati da un contratto discografico con la Epic.
Sempre nel 1986 Rodgers produsse l'album Inside Story di Grace Jones per la Manhattan Records. Nel 1987 formò, con l'acclamato musicista di sessione, produttore e tastierista, il francese Philippe Saisse, la band sperimentale e di breve durata Outloud; in commercio fu messo un solo album, Out Loud per la Warner Music Group. Saisse ha suonato spesso con Rodgers durante le tournée degli Chic.

### Gli anni novanta
Dopo una festa di compleanno del 1992 dove Rodgers, Edwards, Paul Shaffer ed Anton Fig suonarono i vecchi successi degli Chic di fronte ad un pubblico rapito, Rodgers ed Edwards organizzarono la riunione del vecchio gruppo. Registrarono nuovo materiale e suonarono dal vivo in tutto il mondo, conquistando un vasto pubblico ed un ancor maggiore consenso critico. Nel 1992 lavorò con Patty Griffin, una musicista della casa discografica A&M Records, per produrre il suo primo album chiamato Living with Ghosts.
Nel 1996 a Rodgers fu fatto omaggio, dalla rivista Billboard Magazine, del titolo di Primo produttore nel mondo. In quell'anno si è esibito con Bernard Edwards, Sister Sledge, Steve Winwood, Simon Le Bon e Slash in una serie di concerti commemorativi in Giappone che mettevano in scena una retrospettiva della sua carriera. Sfortunatamente il suo partner musicale e amico di lunga data Bernard Edwards morì di polmonite dopo un concerto al Budokhan, un colpo che scosse Rodgers profondamente.
Nel 1997, Rodgers partecipò come chitarrista nella canzone di Michael Jackson dell'omonimo album "Blood on the Dance Floor (singolo), singolo composto da Michael Jackson e Teddy Riley, che raggiunse la numero 1 in molti paesi Europei tra cui Inghilterra, Danimarca, Spagna e Nuova Zelanda.
Nel 1998, Rodgers fondò l'etichetta discografica Sumthing Else Music Works e la Sumthing Distribution, la più grande società di distribuzione in America di etichette indipendenti afro-americane. Sumthing è attualmente concentrata nella distribuzione di un nuovo prodotto in rapida crescita: le colonne sonore per videogame. I titoli prodotti includono Halo: Combat Evolved, Halo 2 e Halo 3. Nile ha prodotto un album chiamato A Great Long While, opera di grandi interpreti della Jamband, gli Strangefolk.

### Gli anni 2000
Gli attentati dell'11 settembre 2001 spinsero Rodgers alla creazione del Progetto We Are Family, deputato ad avviare un processo di risanamento morale. Per cominciare, organizzò la reincisione della canzone che lui ed il suo partner Bernard Edwards avevano scritto per le Sister Sledge, intitolata We Are Family, con più di 200 musicisti, celebrità e personalità. Il regista Spike Lee girò il video musicale We Are Family e il regista Danny Schechter girò un documentario relativo alle sessioni di incisione, intitolato The Making and Meaning of We Are Family. Nel 2002 il film fu inserito nella Selezione speciale al Sundance Film Festival.
Rodgers, continuando nel processo di risanamento, produsse un'altra registrazione e video musicale We Are Family, che coinvolgeva più di cento personaggi televisivi adorati dai bambini. Il video musicale per bambini va in onda come un annuncio di servizio pubblico sulle stazioni Disney Channel, Nickelodeon e PBS per promuovere un messaggio di un'umanità comune. Nel luglio 2002 Rodgers creò ufficialmente la Fondazione We Are Family per celebrare la visione di una famiglia globale creando e sostenendo programmi che ispirano ed istruiscono le persone al rispetto reciproco, alla comprensione e all'apprezzamento della diversità culturale.
Nel 2004 produsse Astronaut l'undicesimo album dei Duran Duran. Nel 2005 Rodgers fu premiato dalla National Academy of Recording Arts and Sciences, un'associazione per il miglioramento della qualità della vita e delle condizioni culturali di musicisti ed altri professionisti del campo. Il 19 settembre 2005, Nile Rodgers fu ammesso, nel corso di una cerimonia a New York, alla Dance Music Hall of Fame, per i suoi numerosi e rilevanti successi come produttore, assieme al primo compagno del gruppo, Bernard Edwards. Gli Chic sono stati nominati tre volte al Rock & Roll Hall of Fame, nel 2003, 2006 e 2007. Nell'estate del 2006 Rodgers svolse il ruolo di direttore musicale durante il concerto tributo a Ahmet Ertegün al Montreux Jazz Festival a Montreux, in Svizzera. Il concerto incluse esibizioni degli Chic, di Robert Plant Steve Winwood, Stevie Nicks, Kid Rock e molti altri artisti appartenenti all'Atlantic Records di Ertegün. Nel 2007, Rodgers contribuì all'imminente album di Wu-Tang Clan, 8 Diagrams. Scrisse anche la canzone Love Me Sexy del film Semi-Pro, interpretata da Will Ferrell.

### Gli anni 2010
Nell'ottobre del 2010 gli è stata diagnosticata una forma aggressiva di cancro alla prostata. La sua battaglia contro la malattia è raccontata nel suo blog Walking on Planet C.
Nel 2013 collabora coi Daft Punk all'album Random Access Memories nei brani Get Lucky, Lose Yourself to Dance e Give Life Back to Music. Nello stesso anno dichiara di aver finalmente sconfitto la malattia e partecipa ad un tour mondiale con la sua band.
Nel 2014 suona alla cerimonia dei Grammy Award insieme ai Daft Punk, Pharrell Williams, Omar Hakim, Nathan East e Stevie Wonder. Nello stesso anno collabora col DJ tedesco Tensnake nei brani Love Sublime e Good Enough to Keep, contenuti nell'album Glow.
Nel 2015 ritorna a collaborare con i Duran Duran per l'album Paper Gods. Nel settembre 2015 esce il singolo Boomerang inciso in collaborazione con Emin, dove Nile Rodgers suona la chitarra e appare nel relativo video.
Nel 2015 appare anche nel brano e nel video di Gina Heisser Habibi Love scritto e prodotto per lei, dove è riconoscibilissimo il suo "sound" alla chitarra.
Nell’ottobre del 2015 collabora a The Other Boys, un brano eseguito dal gruppo Nervo composto da due sorelle gemelle australiane. Il pezzo è cantato da Kylie Minogue e Jake Shears voce del gruppo Scissor Sisters (il pezzo è incluso nell’album di debutto delle Nervo, Collateral).
Ad inizio 2016, Nile Rodgers suona la chitarra nel brano Overcome dell'artista Laura Mvula. Nello stesso periodo produce e suona nel brano del cantante Liam Lis 4 The Luv, dove appare anche nel relativo video. Nell'aprile dello stesso anno suona nei brani Kill the Lights di Alex Newell e DJ Cassidy con Jess Glynne alla parte vocale e Give Me Your Love del disc jockey Sigala con John Newman alla parte vocale. Ad agosto invece collabora con Christina Aguilera al singolo Telepathy.
A giugno 2017, collabora con José Luis Rodríguez (El Puma) nel rifacimento di un suo vecchio successo, Pavo Real.
Durante l'estate del 2017 suona la chitarra per il cantante italiano Max Pezzali nel singolo Le canzoni alla radio, estratto dalla raccolta omonima. Negli ultimi mesi dell'anno collabora alla chitarra, ancora una volta, con Carl Cox, per il brano Beat the Track.
Dal 23 marzo 2018 ha assunto l'incarico di Chief Executive Advisor presso gli Abbey Road Studios di Londra. Il 22 giugno dello stesso anno è stato pubblicato il singolo Till the World Falls dei Chic, che ha anticipato l'album It's About Time, uscito il successivo 28 settembre.

## Stile musicale
Lo stile chitarristico di Nile Rodgers affonda le proprie radici nel jazz. In diverse interviste ha affermato di avere avuto una formazione jazzistica e di aver sfruttato alcune progressioni tipicamente jazz per scrivere molte canzoni di successo come Everybody Dance. Nel corso della sua carriera ha unito la propria conoscenza armonica di matrice jazz con ritmiche dance e funky, dando vita ad uno stile molto peculiare.

## Discografia

### Chic
- Chic (1977)
- C'est Chic (1978)
- Risqué (1979)
- Real People (1980)
- Take It Off (1981)
- Soup For One (1982) (colonna sonora, Chic/Artisti vari)
- Tongue in Chic (1982)
- Believer (1983)
- Chic-Ism (1992)
- Live at the Budokan (1999)
- It's About Time (Settembre 2018)

### Solista

#### Album
- Adventures in the Land of the Good Groove (1984)
- B-Movie Matinee (1985)
- Out Loud (1987)
- Chic Freak and More Treats (1996)

#### Colonne sonore
- Soup for One (1982)
- Alphabet City (1984)
- Il principe cerca moglie (1988)
- Le ragazze della Terra sono facili (1989)
- White Hot (1989)
- Beverly Hills Cop 3 (1994)
- Blue Chips - Basta vincere (1994)
- Public Enemy (1999)
- Rise of Nations (2003) Gioco
- Halo 2 (2004) Gioco
- Perfect Dark Zero (2005) Gioco
- Halo 3 (2007) Gioco

### Ospite in singoli di altri gruppi e cantanti
- Blood on the Dance Floor (singolo) di Michael Jackson
- Get Lucky dei Daft Punk
- Kill the Lights di Alex Newell e DJ Cassidy
- Give Me Your Love di Sigala
- Telepathy di Christina Aguilera
- Le canzoni alla radio di Max Pezzali
- Pressure Off dei Duran Duran
- UNFORGIVEN delle Le Sserafim
- lock / unlock di j-hope dei BTS

### Produttore
- Norma Jean, Norma Jean Wright (1978)
- We Are Family, Sister Sledge (1979)
- King of the World, Sheila & B. Devotion (1980)
- Love Somebody Today, Sister Sledge (1980)
- Diana, Diana Ross (1980)
- I Love My Lady, Johnny Mathis (1981) inedito
- KooKoo, Debbie Harry (1981)
- unknown title, Fonzi Thornton (1982) inedito
- Let's Dance, David Bowie (1983)
- Situation X, Michael Gregory (1983)
- Invitation To Dance, Kim Carnes (1983)
- Trash It Up, Southside Johnny & The Asbury Jukes (1983)
- Original Sin, INXS (1984)
- Like a Virgin, Madonna (1984)
- The Reflex, The Wild Boys, Duran Duran (1984)
- Flash, Jeff Beck (1985)
- She's The Boss, Mick Jagger (1985)
- Here's to Future Days, Thompson Twins (1985)
- Do You, Sheena Easton (1985)
- When the Boys Meet the Girls, Sister Sledge (1985)
- Home of the Brave, Laurie Anderson (1986)
- Notorious, Duran Duran (1986)
- Inside Story, Grace Jones (1986)
- Inside Out, Philip Bailey (1986)
- L Is for Lover, Al Jarreau (1986)
- Moonlighting Theme, Al Jarreau (1987)
- Route 66 (Nile Rodgers Mix), Depeche Mode (1987)
- Cosmic Thing, The B-52's (1989)
- Slam, Dan Reed Network (1989)
- Decade: Greatest Hits, Duran Duran (1989)
- So Happy, Eddie Murphy (1989)
- Workin' Overtime, Diana Ross (1989)
- Family Style, Vaughan Brothers (1990)
- Move to This, Cathy Dennis (1990)
- The Heat, Dan Reed Network (1991)
- Real Cool World, David Bowie (1992)
- Good Stuff, The B-52's (1992)
- Black Tie White Noise, David Bowie (1993)
- Your Filthy Little Mouth, David Lee Roth (1994)
- Azabache, Marta Sánchez (1997)
- Us, Taja Sevelle (1997)
- Samantha Cole, Samantha Cole (1997)
- On and On, All-4-One (1998)
- Everything Is Cool, SMAP (1998)
- Su Theme Song, SMAP (1998)
- Just Me, Tina Arena (2001)
- Dellali, Cheb Mami (2001)
- We Are Family, (2001) Nile Rodgers All Stars (We Are Family Foundation)
- Only a Woman Like You ( Japanese Edition ), Michael Bolton (2002)
- Shady Satin Drug, Soul Decision (2004)
- Astronaut, Duran Duran (2004)
- Evolution, MorissonPoe (2007)
- Paper Gods (Duran Duran) (2015)